# Janusz Skalski
Janusz Hieronim Skalski (ur. 1 grudnia 1951 w Krakowie) – polski lekarz, kardiochirurg, profesor nauk medycznych, specjalista w zakresie chirurgii dziecięcej i kardiochirurgii, absolwent i profesor Akademii Medycznej w Krakowie.
Pracował m.in. w Polsko-Amerykańskim Instytucie Pediatrii Akademii Medycznej w Krakowie, I Klinice Kardiochirurgii ŚAM w Katowicach, Katedrze i Klinice Kardiochirurgii i Transplantologii w Zabrzu. Pełnił funkcję prodziekana ds. naukowych Wydziału Lekarskiego z Oddziałem Lekarsko-Dentystycznym w Zabrzu. Od czerwca 2007 jest kierownikiem Kliniki Kardiochirurgii Dziecięcej CM UJ Kraków. W latach 2007–2012 był dyrektorem Instytutu Pediatrii Collegium Medicum Uniwersytetu Jagiellońskiego. Stanowisko objął ponownie w 2015 roku. W 2012 roku uzyskał tytuł profesora zwyczajnego.
Obecnie specjalizuje się w wieloetapowym leczeniu dzieci z pojedynczą komorą serca, w szczególności z zespołem niedorozwoju lewego serca.

## Wykształcenie i kariera zawodowa
Po uzyskaniu w 1969 roku świadectwa dojrzałości w I Liceum im. Bartłomieja Nowodworskiego w Krakowie, rozpoczął studia medyczne w Akademii Medycznej w Krakowie, które ukończył w 1975 roku. W 1984 roku został doktorem (na podstawie obronionej dysertacji pod tytułem Leczenie wrodzonych ubytków przepony u noworodków), a następnie adiunktem w tamtejszej Klinice Kardiochirurgii Dziecięcej.
W 1996 habilitował się w Śląskiej Akademii Medycznej w Katowicach rozprawą Metabolizm kolagenu w nadciśnieniu płucnym wywołanym eksperymentalnie oraz w nadciśnieniu płucnym u dzieci leczonych operacyjnie z powodu wrodzonych przeciekowych wad serca.
Uzyskał specjalizacje z zakresu chirurgii dziecięcej (I stopnia w 1978, II stopnia w 1984) i kardiochirurgii (II stopnia w 1990).
Staże naukowe odbywał w Bostonie-Harvard Medical School (1981–1982), Filadelfii (1988), Kilonii (1989– 1990), Utrechcie (1998), Madrycie (1998) i Rzymie (1999).
W 2001 został mu nadany tytuł naukowy profesora. W 2012 objął stanowisko profesora zwyczajnego UJ.
W latach 1976–1989 pracował w Polsko-Amerykańskim Instytucie Pediatrii Akademii Medycznej w Krakowie, a od 1990 do 1997 roku w I Klinice Kardiochirurgii ŚAM w Katowicach. W latach 1997–2007  był ordynatorem Oddziału Kardiochirurgii Dziecięcej w Śląskim Centrum Chorób Serca w Zabrzu. W latach 2005–2007 równocześnie pełnił też funkcję prodziekana ds. nauki Wydziału Lekarskiego z Oddziałem Lekarsko-Dentystycznym w Zabrzu. Śląskiego Uniwersytetu Medycznego. W 2007 roku objął stanowisko kierownika kliniki kardiochirurgii w Uniwersyteckim Szpitalu Dziecięcym w Prokocimiu.
Powrócił do pracy naukowej w Krakowie jako dyrektor Instytutu Pediatrii Uniwersytetu Jagiellońskiego Collegium Medicum. Został odznaczony m.in. Krzyżem Komandorskim Orderu Odrodzenia Polski (2015), Złotym Krzyżem Zasługi (2007) i Orderem Uśmiechu (2011). W 2015 został członkiem honorowego komitetu poparcia Bronisława Komorowskiego przed wyborami prezydenckimi.

## Osiągnięcia

### Dokonania zawodowe
W latach 1975–1990 brał czynny udział w tworzeniu od podstaw kardiochirurgii dziecięcej w Instytucie Pediatrii w Krakowie. Od 1990 roku współtworzył zespół kardiochirurgii dziecięcej w Katowicach. Jako pierwszy w Polsce, w 1996 roku, zastosował mechaniczne wspomaganie krążenia w systemie ECMO u dziecka (w Klinice Kardiochirurgii ŚAM), współtworzył pierwszy w kraju program ECMO (w Klinice Kardiochirurgii w Zabrzu).
W 2011 roku, jako pierwszy w Polsce zastosował wspomaganie krążenia u dziecka przy pomocy sztucznych komór serca. Wprowadził w Polsce innowacyjną metodę leczenia operacyjnego w ciężkim nadciśnieniu płucnym u dzieci (tzw. zespolenie Pottsa). W 2014 wraz z zespołem specjalistów wszczepił zastawkę biologiczną u najmniejszego dziecka na świecie. Z grupą specjalistów uratował dziecko wychłodzone do głębokiej hipotermii z temp. wewnętrzną 11,9 stopni Celsjusza (najniższą zanotowaną na świecie u pacjenta przywróconego do życia). W 2016 roku wszczepił po raz pierwszy w Polsce pompę wirową do długoterminowego wspomagania serca u dziecka.

### Publikacje
Opublikował ponad 380 prac – zarówno naukowych recenzowanych, jak i rozdziałów książkowych. Był redaktorem naukowym 12 monografii zbiorowych oraz podręcznika „Kardiochirurgia Dziecięca” (podręcznik ten zdobył Nagrodę Ministra Zdrowia z 2004 roku). Jest autorem książki „Medycyna w Polsce od czasów najdawniejszych do upadku pierwszej Rzeczpospolitej” (z 2016 roku), autorem rozdziałów w 14 innych podręcznikach oraz współautorem 290 prac zjazdowych, które prezentowano na kongresach w Polsce i na świecie. na krajowych i zagranicznych kongresach.

### Wyróżnienia
Zdobyte wyróżnienia:
- Nagroda Prezydenta Miasta Krakowa w Dziedzinie Nauki i Techniki (1987),
- Medal Fideliter et Constanter (2000),
- Złoty Krzyż Zasługi (2007),
- Tytuł Lekarza Roku 2007 przyznawany przez „Rynek Zdrowia”,
- Tytuł Krakowianina Roku 2007,
- Medal Zacnego Uczynku (2008),
- Medal Kropla życia (2009),
- Krakowska Nagroda ALIANZ – Kultura, Nauka, Media2009,
- Order Uśmiechu (2011),
- Medal im. Jana Robla za działalność bibliofilską (2013),
- Medal Gloria Medicinae (2013),
- Złote Logo Polska za promowanie Polski na świecie (2014),
- Złoty Laur Umiejętności i Kompetencji (2015)[10],
- Portrety Polskiej Medycyny (2015),
- Nagroda św. Kamila (2015),
- Honorowy Tytuł Miłosiernego Samarytanina (2015),
- Nagroda Lider Ochrony Zdrowia (2015),
- Krzyż Komandorski Orderu Odrodzenia Polski (2015),
- Medal Honorowego Małopolanina (2015),
- Nagroda Naukowa PAU im. Mikołaja Kopernika i fundacji Rady Miasta Krakowa (2015),
- Tytuł Lidera Rynku Zdrowia (2016),
- Tytuł Honorowego Obywatela Miasta Proszowice,
- Tytuł Przyjaciela Piwnicy pod Baranami, Kawalera Piwnicznego Orderu Złotego Runa (2017),
- Tytuł Honorowego Obywatela Stołecznego, Królewskiego Miasta Krakowa (2018)[11][4].

Ponadto dwukrotnie, w 2013 i 2017 roku Klinika Kardiochirurgii Dziecięcej w Krakowie została wyróżniona pierwszą lokatą dla najlepszego ośrodka medycznego w kraju i zdobyła Złoty Skalpel, przyznawany przez Redakcję Pulsu Medycyny.

### Członkostwo w towarzystwach naukowych
Jest członkiem licznych stowarzyszeń naukowych w kraju i za granicą. Od 2011 roku jest członkiem Komisji Historii i Filozofii PAN, a od 2014 przewodniczącym Komisji Historii i Filozofii Medycyny O/PAN w Krakowie.

### Działalność charytatywna
Jest założycielem i prezesem Fundacji Schola cordis – wspierania kardiochirurgii dziecięcej (od 2008 roku). Od 2006 roku jest członkiem Rady Naukowej Fundacji Rozwoju Kardiochirurgii im. prof. Zbigniewa Religi w Zabrzu.
Od 2009 roku zorganizował szereg charytatywnych koncertów na rzecz doposażenia Kliniki Kardiochirurgii Dziecięcej w Krakowie. Zbiórki pieniędzy organizowane i współorganizowane na szeroką skalę przez profesora Skalskiego pozwoliły na wyposażenie kliniki w nowoczesny sprzęt.
Od 2016 roku współorganizuje w Krakowie biegi długodystansowe (Półmaratony Marzanny dla Małych Serc, Biegi Niepodległości, Biegi Sylwestrowe).

### Życie prywatne
Syn Janiny z Niedziałkowskich i Feliksa Skalskiego (był także dr med.). Od 1977 żonaty z Anną Skalską (geriatra, prof. UJ). Ma syna Grzegorza i córkę Barbarę Skalską-Dulińską.